# 代議院 (オーストラリア)
代議院（だいぎいん、英語: House of Representatives）は、オーストラリアの連邦議会を構成する議院（下院）。

## 概要

### 定数
できる限り元老院定数の2倍と規定される。現在の定数は151人。
各州の定数は、基本州が最低5人の定数を確保し、その人口比例で決定する。特別地域は人口に関わらず、最低1人の定数を確保している。
| 州 （146）     | ニューサウスウェールズ州 | 047 |
| 州 （146）     | ビクトリア州             | 039 |
| 州 （146）     | クイーンズランド州       | 030 |
| 州 （146）     | 西オーストラリア州       | 015 |
| 州 （146）     | 南オーストラリア州       | 010 |
| 州 （146）     | タスマニア州             | 005 |
| 特別地域 （5） | 首都特別地域             | 003 |
| 特別地域 （5） | ノーザンテリトリー       | 002 |
| 定数           | 定数                     | 151 |

### 選挙

優先順位付投票制の例

小選挙区優先順位付投票制によって行われる。優先順位付投票制とは、投票者は候補者に優先順位を付けて投票し、優先順位が低い候補者は落選し、落選候補者は残りの候補者に移譲される。小選挙区制で行われるため、優先順位が過半数の得票で当選する。

### 選挙資格と被選挙資格
- 選挙資格：次の2つの条件を満たす者[5]。

1. オーストラリア国民または1984年1月26日までに選挙人登録をしたイギリス国民。
2. 18歳以上。

- 被選挙資格：18歳以上のオーストラリア国民[6]。

義務投票制を採用している。選挙人資格を有する者は、選挙人登録と投票を義務付けられ、違反した場合は罰金を課せられる。

### 任期
任期3年だが、代議院解散の場合には期間満了前に終了する。

### 院内勢力
| 院内勢力 | 院内勢力        | 議員数 | 政党（議員数）             | 政党（議員数）                  | 議席率  |  |
| 与党     | 与党            | 0077   |                            | オーストラリア労働党（77）      | 051.99% |  |
| 野党     | 保守連合        | 0058   |                            | オーストラリア自由党（43）      | 038.41% |  |
| 野党     | 保守連合        | 0058   | オーストラリア国民党（15） |                                 | 038.41% |  |
| 野党     | 野党 （その他） | 0006   |                            | オーストラリア緑の党（4）       | 002.65% |  |
| 野党     | 野党 （その他） | 0006   |                            | カッター・オーストラリア党（1） | 000.66% |  |
| 野党     | 野党 （その他） | 0006   |                            | 中道連合（1）                   | 000.66% |  |
| 野党     | 無所属          | 00010  |                            | 無所属（10）                    | 006.62% |  |
| 合計     | 合計            | 0151   |                            |                                 | 100%    |  |

## 過去の選挙結果
- 2022年オーストラリア総選挙
- 2019年オーストラリア総選挙
- 2016年オーストラリア総選挙
- 2013年オーストラリア総選挙
- 2010年オーストラリア総選挙
- 2007年オーストラリア総選挙